# Municipio de Härryda
El municipio de Härryda (en sueco: Härryda kommun) es un municipio en la provincia de Västra Götaland, al suroeste de Suecia. Su sede se encuentra en la ciudad de Mölnlycke. El municipio se creó en 1971 cuando los antiguos municipios de Björketorp, Landvetter y Råda se fusionaron. El aeropuerto de Gotemburgo-Landvetter, el segundo aeropuerto más grande de Suecia, está situado cerca de la localidad de Härryda, de la cual el municipio recibe su nombre.

## Localidades
Hay 10 áreas urbanas (tätort) en el municipio:
| #  | Tätort            | Población |
| -- | ----------------- | --------- |
| 1  | Mölnlycke         | 18 154    |
| 2  | Landvetter        | 9090      |
| 3  | Hindås            | 3006      |
| 4  | Rävlanda          | 1532      |
| 5  | Härryda           | 1170      |
| 6  | Hällingsjö        | 512       |
| 7  | Stora Bugärde     | 411       |
| 8  | Rya               | 394       |
| 9  | Nya Långenäs      | 347       |
| 10 | Eskilsby y Snugga | 258       |

## Ciudades hermanas
Härryda está hermanado o tiene tratado de cooperación con:
- Homa Bay, Kenia
- Võru, Estonia
- Laitila, Finlandia